# Emico I van Nassau-Hadamar
Emico I van Nassau-Hadamar († 7 juni 1334), Duits: Emich I. Graf von Nassau-Hadamar, was de eerste graaf van Nassau-Hadamar, een deel van het graafschap Nassau, en stamvader van het Huis Nassau-Hadamar. Hij stamt uit de Ottoonse Linie van het Huis Nassau.

## Biografie
Emico was de tweede zoon van graaf Otto I van Nassau en Agnes van Leiningen, dochter van graaf Emico IV van Leiningen en Elisabeth.

### Graaf van Nassau
Emico volgde in 1290 zijn vader op samen met zijn broers Hendrik en Johan. In datzelfde jaar kochten de drie broers de stad Driedorf en de parochies die ervan afhankelijk waren.
Op 26 februari 1298 verpandde rooms-koning Adolf van Nassau zijn neven Hendrik en Emico voor 1000 mark Keulse penningen de ijzer- en zilvermijn Ratzenscheid bij Wilnsdorf in het Siegerland en de overige groeven in hun gebied waar zilver gewonnen kon worden. Daarmee werd de grondslag gelegd voor de Bergregal (de rechten op de bodemschatten in hun gebied) van de graven van Nassau. Aan de zijde van Adolf vochten Emico en Hendrik op 2 juli 1298 in de Slag bij Göllheim, waarbij Adolf sneuvelde.
In 1299 verwierf Emico aanzienlijke bezittingen in de omgeving van Neurenberg, toen rooms-koning Albrecht I hem en zijn vrouw Anna de Burcht Kammerstein, Schwabach, Altdorf bei Nürnberg, en de burcht en de plaats Kornburg verpandde. Reeds op 30 januari 1299 had Albrecht in een oorkonde vastgelegd dat hij Emico en zijn vrouw 400 mark zilver Neurenbergs gewicht schuldig was. Emico liet Schwabach met een stadsmuur, gracht en palissaden versterken en verleende de plaats in 1303 marktrecht.

### Graaf van Nassau-Hadamar

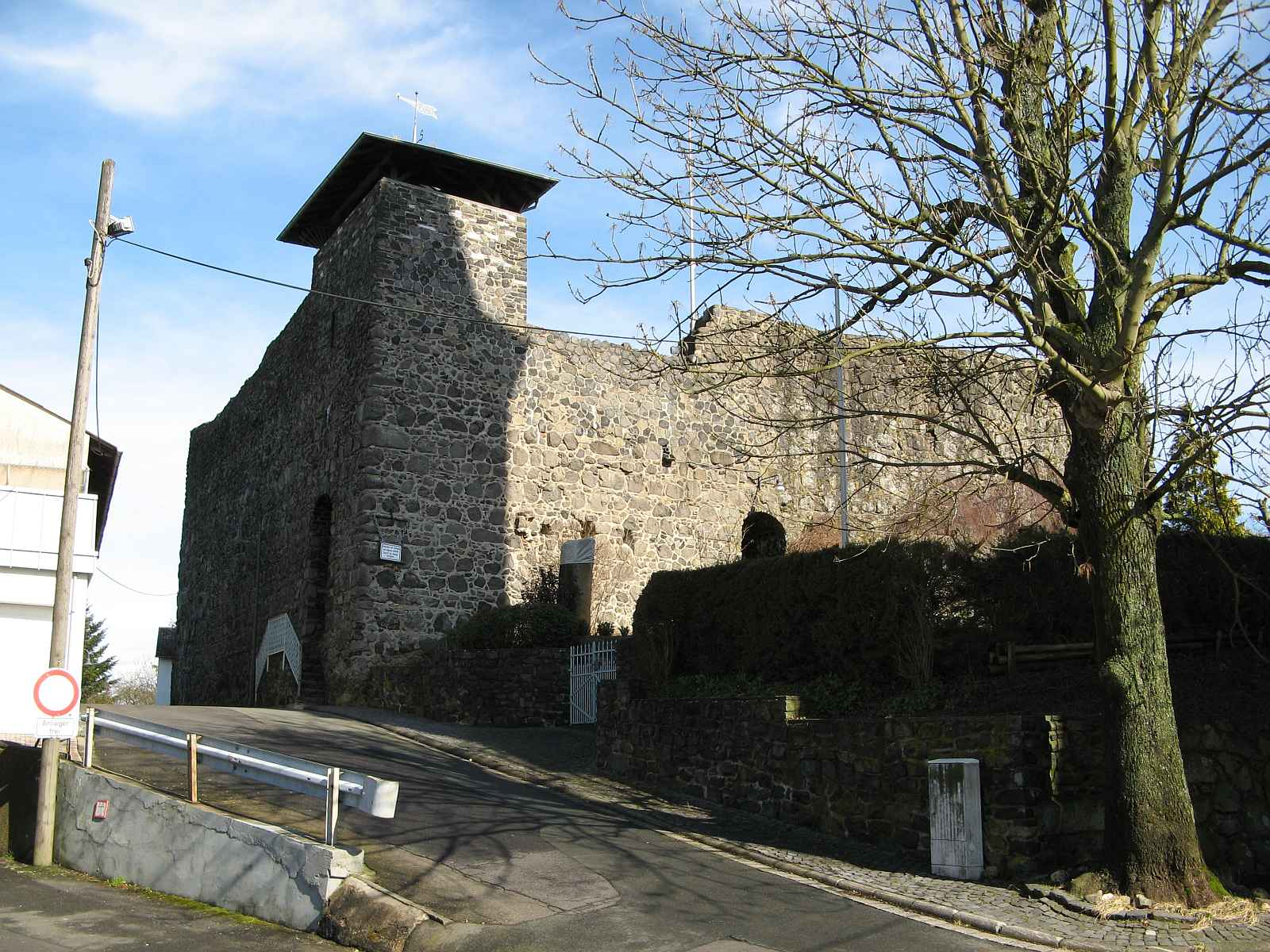
De ruïne van de burcht te Ellar

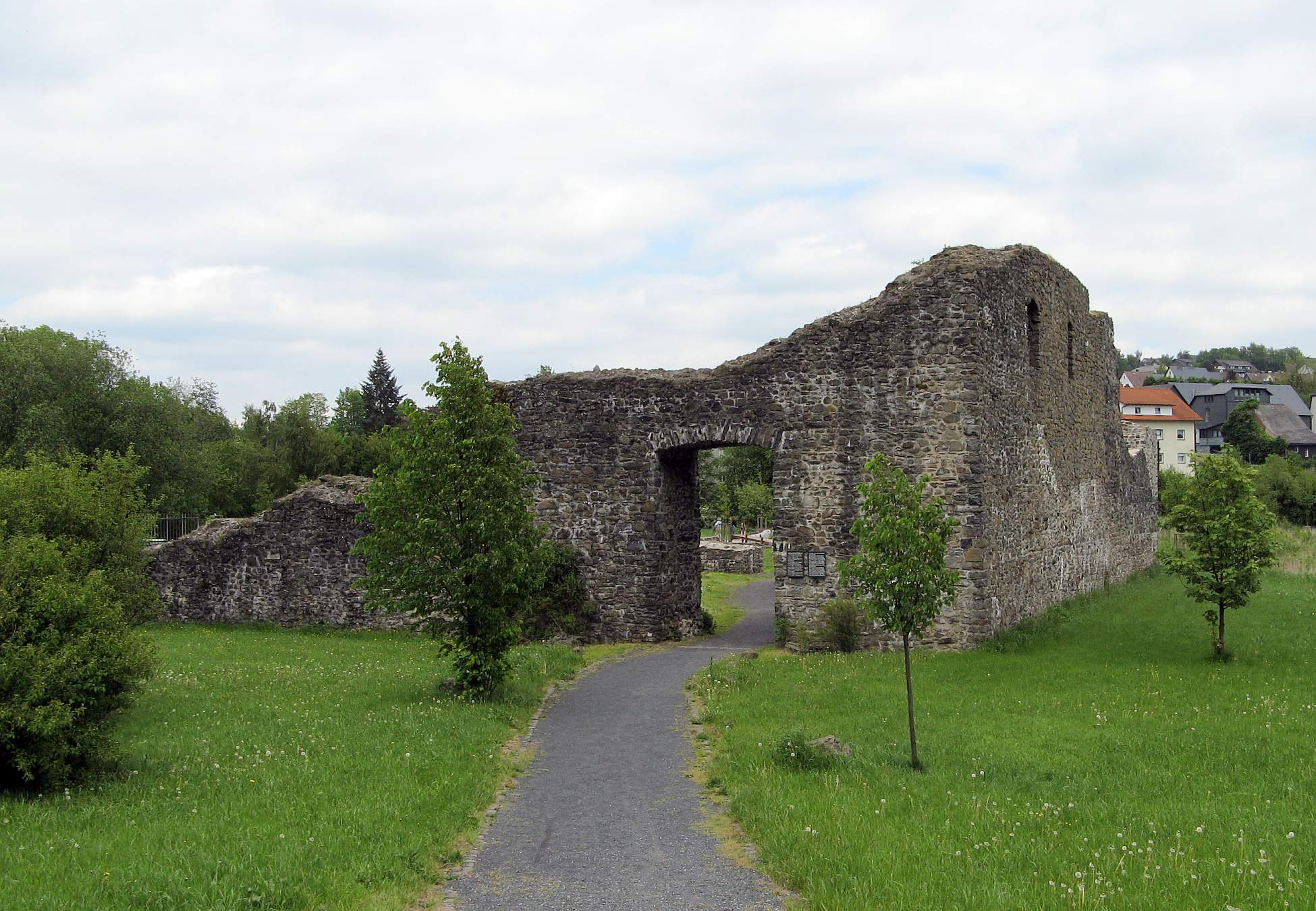
De ruïne van het Junkernschloss te Driedorf

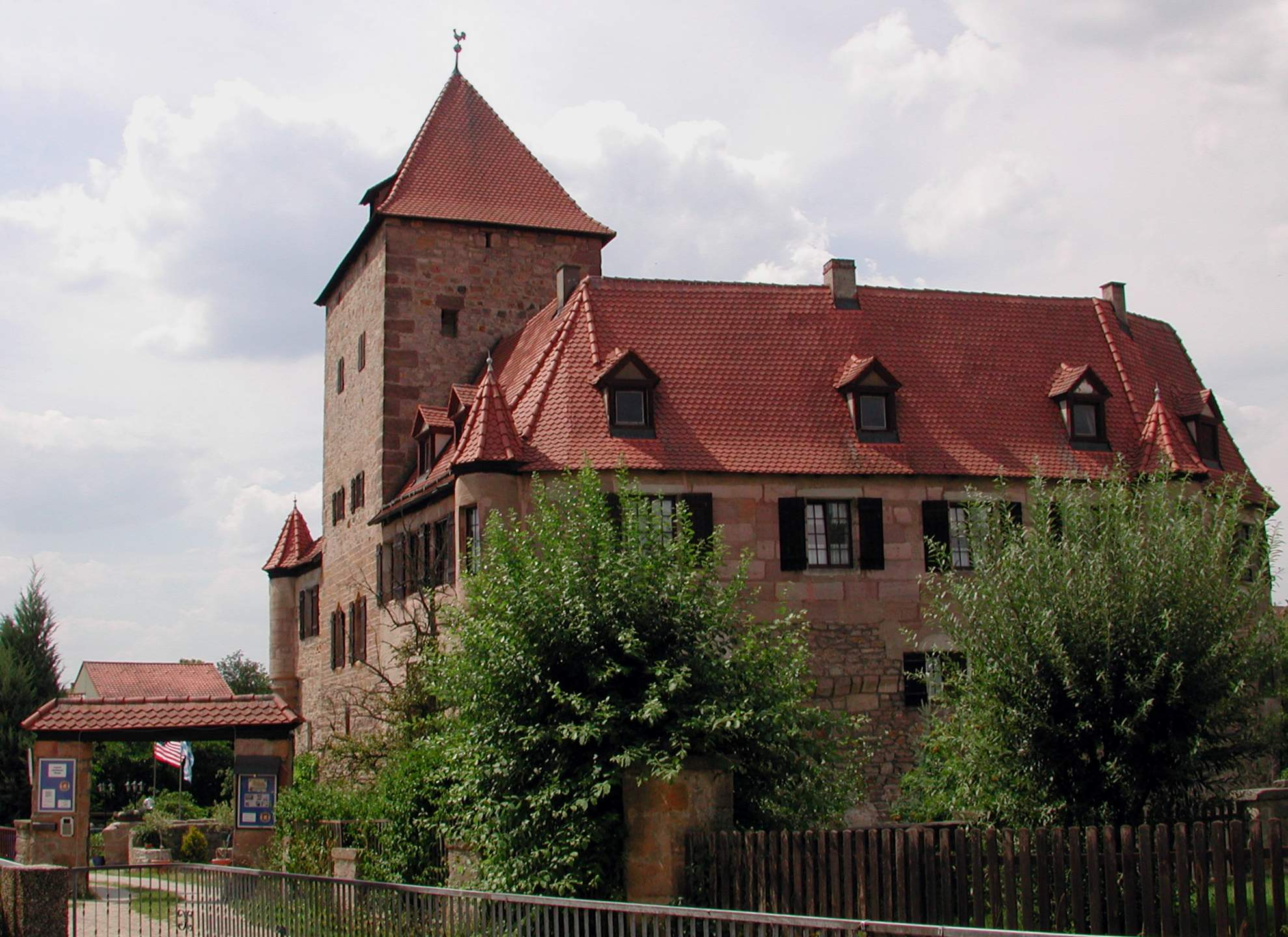
Slot Kornburg

Het graafschap Nassau werd na een lang geschil in 1303 onder de drie overlevende broers verdeeld. Emico verkreeg de Mark Hadamar (Oberhadamar), Ellar, Driedorf, de proosdij Dietkirchen, de Esterau met Isselbach, en (Bad) Ems. Hendrik werd graaf van Nassau-Siegen en Johan graaf van Nassau-Dillenburg.
In een oorkonde gedateerd 28 februari 1305 bereikten ‘Henricus comes de Nassauwe’ en ‘fratri nostro Emichoni comiti ibidem … eius … conjugi … Anne’ overeenstemming over de verdeling van de erfenis van ‘auum nostrum Emichonem comitem de Liningen et ex morte Emichonis filii sui comitis ibidem nostri avunculi’.
Emico's residentie was eerst het Junkernschloss in Driedorf, en in 1305 wist hij van rooms-koning Albrecht I de verlening van stadsrechten voor het bij het slot gelegen dorp Driedorf te verkrijgen. Weliswaar was het bezit van Driedorf omstreden, omdat het een leen van het landgraafschap Hessen was en tussen de landgraven en het Huis Nassau de tussen 1230 en 1333 meermaals opvlammende zware Dernbachse Vete uitgevochten werd. Nog in 1290 was het de heren van Greifenstein als medebezitters van Driedorf met Hessische hulp gelukt om Hendrik en Emico van Nassau tot afbraak van twee burchten bij Driedorf te dwingen; maar dit te Wetzlar gesloten verdrag bezegelde ook het afzienbare einde van de Greifensteinse weerstand tegen de Nassause expansie in het oostelijke deel van het Westerwald. Pas in 1316 kon Emico het Greifensteinse deel van Driedorf voor 250 mark verwerven.
In het conflict tussen Frederik ‘de Schone’ van Oostenrijk en Lodewijk ‘de Beier’ stond Emico met zijn broers aan de zijde van de eerste.
Op 18 december 1320 kocht Emico de Musterhof met omvangrijke landerijen op de linkeroever van de Elbbach tegenover Hadamar van het cisterciënzer Klooster Eberbach. Het klooster verkocht aan Emico tegelijkertijd ook de Sint-Ägidiuskerk, maar behield zijn bezittingen in Niederhadamar, Faulbach en Niederzeuzheim. Emico liet de hof met een ten zuiden daarvan liggende hof tot het Waterslot Hadamar uitbouwen en verlegde zijn residentie daarheen. In 1324 verleende rooms-koning Lodewijk IV ‘de Beier’ de plaatsen Hadamar en Ems het Frankfurtse stadsrecht. Daarna versterkte Emico het rond zijn slot ontstane deel van Hadamar, inclusief het slot, met een stadsmuur en grachten.
De wisseling van zijn residentie naar Hadamar diende vermoedelijk voor een betere waarborg van Emico's belangen in het graafschap Diez en de continue overname van bezittingen en rechten van het in neergang zijnde Huis Diez. Sinds 1317 voerde Emico het regentschap voor graaf Godfried van Diez, wiens slechte financiële gedrag de ondergang van zijn graafschap inleidde. Bij de onderhandelingen voor het huwelijk van zijn dochter Jutta in 1324 met graaf Gerhard VI van Diez, de zoon van Godfried, verlangde Emico verdere voogdijrechten over het graafschap Diez, die bij de graven van Nassau reeds aanzienlijke schulden hadden. In datzelfde jaar verleende koning Lodewijk de Beier de plaats Diez stadsrechten. Toen in 1332 het regentschap voor Godfried na 15 jaar door een verdrag beëindigd werd, droegen de graven van Diez de grafelijke rechten over Hadamar en een pandschap over het dorp Dehrn aan Emico over.
Na het sneuvelen van zijn broer Johan in de Slag bij Hermannstein bij Wetzlar in 1328 zag Emico af van zijn deel van de erfenis (het graafschap Nassau-Dillenburg) ten gunste van zijn oudere broer Hendrik.

Op 4 april 1334, twee maanden voor zijn overlijden, droeg Emico de burcht en de hof te Hadamar in leen op aan Boudewijn van Luxemburg, de aartsbisschop en keurvorst van Trier en kreeg het van deze terug. De necrologie van Klooster Arnstein registreerde het overlijden van ‘Emichonis comitis de Nassawe’ op 7 juni 1334 alsmede zijn schenking. Emico werd opgevolgd door zijn zoon Johan, sinds 1337 regeerde Johan samen met zijn broer Emico II.

## Huwelijk en kinderen

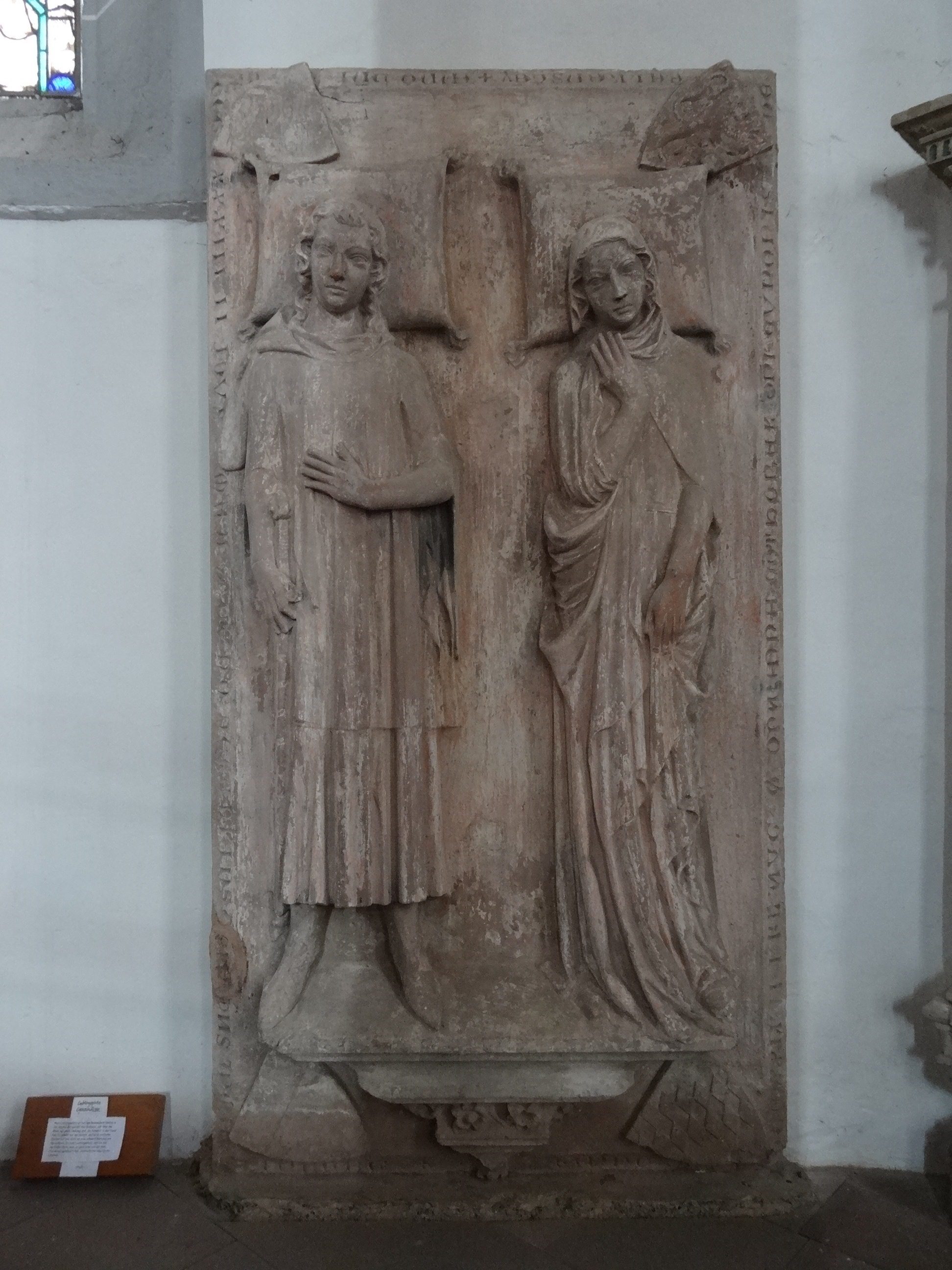
Grafplaat voor Kuno II van Falkenstein en Anna van Nassau-Hadamar in de Marienstiftskirche te Lich

Emico huwde vóór 3 januari 1297 met Anna van Neurenberg († 10 oktober 1355/57), dochter van burggraaf Frederik III van Neurenberg en Helena van Saksen. Het huwelijkscontract van ‘Friderich der alte burkgraue von Nurenberk … unser tochter Annen’ en ‘grauen Emchen von Nassowe’ is gedateerd 28 augustus 1295, en verstrekte bezit in ‘Smalkeden, an Rotenstein, an Koburk, an Kungesberk, an der Nuwenstat uf der Heide, an Sterrenberk unde an Kizzich’ als bruidsschat.
Uit het huwelijk werden geboren:
1. Frederik († Mainz, 6 april …), was priester in Nassau 1307 en domheer te Mainz 1328.
2. Anna († vóór 1329), huwde vóór 1312 met heer Kuno II van Falkenstein (ca. 1290 – 14 mei 1334).
3. Jutta († vóór 10 november 1359), huwde vóór 26 juni 1332 met graaf Gerhard VI van Diez (gesneuveld 17 oktober 1343).
4. Johan († tussen 12 november 1364 en 20 januari 1365), volgde zijn vader op.
5. Agnes, was non in Klooster Altenberg bij Wetzlar 1328.
6. Helena, was non in Klooster Altenberg bij Wetzlar 1332.
7. Margaretha († Rottenburg, 30 januari 1370), huwde ca. 1349 met graaf Rudolf II van Hohenberg († 26 februari 1335).
8. Emico II († 1 maart 1359), regeerde sinds 1337 samen met zijn broer Johan.

## Voorouders
| Voorouders van Emico I van Nassau-Hadamar | Voorouders van Emico I van Nassau-Hadamar                                                                 | Voorouders van Emico I van Nassau-Hadamar                                                                 | Voorouders van Emico I van Nassau-Hadamar                                                                 | Voorouders van Emico I van Nassau-Hadamar                                                                 | Voorouders van Emico I van Nassau-Hadamar                                      | Voorouders van Emico I van Nassau-Hadamar                                          | Voorouders van Emico I van Nassau-Hadamar                                 | Voorouders van Emico I van Nassau-Hadamar                                 |
| ----------------------------------------- | --- | --- | --- | --- | ------------------------------------------------------------------------------ | ---------------------------------------------------------------------------------- | ------------------------------------------------------------------------- | ------------------------------------------------------------------------- |
| Betovergrootouders                        | Rupert II van Laurenburg ? (?–1158) ⚭ ? (?–?)                                                             | ? (?–?) ⚭ ? (?–?)                                                                                         | Hendrik I van Gelre en Zutphen (ca. 1117–1182) ⚭ ca. 1135 Agnes van Arnstein (?–vóór 1179)                | Otto I van Beieren (?–1183) ⚭ ca. 1157 Agnes van Loon (?–1191)                                            | Simon II van Saarbrücken (?–1207) ⚭ vóór 1180 Liutgarde van Leiningen (?–1239) | Eberhard III van Eberstein (?–1218/19) ⚭ 1185/90 Kunigunde van Andechs (?–na 1207) | ? (?–?) ⚭ ? (?–?)                                                         | ? (?–?) ⚭ ? (?–?)                                                         |
| Overgrootouders                           | Walram I van Nassau (ca. 1146–1198) ⚭ Kunigunde (?–1198)                                                  | Walram I van Nassau (ca. 1146–1198) ⚭ Kunigunde (?–1198)                                                  | Otto I van Gelre en Zutphen (?–1207) ⚭ ca. 1185 Richardis van Beieren (?–1231)                            | Otto I van Gelre en Zutphen (?–1207) ⚭ ca. 1185 Richardis van Beieren (?–1231)                            | Frederik III van Leiningen (?–1237) ⚭ 1202/05 Agnes van Eberstein (1185/87–?)  | Frederik III van Leiningen (?–1237) ⚭ 1202/05 Agnes van Eberstein (1185/87–?)      | ? (?–?) ⚭ ? (?–?)                                                         | ? (?–?) ⚭ ? (?–?)                                                         |
| Grootouders                               | Hendrik II ‘de Rijke’ van Nassau (ca. 1180–1247/50) ⚭ vóór 1215 Machteld van Gelre en Zutphen (?–na 1247) | Hendrik II ‘de Rijke’ van Nassau (ca. 1180–1247/50) ⚭ vóór 1215 Machteld van Gelre en Zutphen (?–na 1247) | Hendrik II ‘de Rijke’ van Nassau (ca. 1180–1247/50) ⚭ vóór 1215 Machteld van Gelre en Zutphen (?–na 1247) | Hendrik II ‘de Rijke’ van Nassau (ca. 1180–1247/50) ⚭ vóór 1215 Machteld van Gelre en Zutphen (?–na 1247) | Emico IV van Leiningen (?–1276/79) ⚭ Elisabeth (?–1263)                        | Emico IV van Leiningen (?–1276/79) ⚭ Elisabeth (?–1263)                            | Emico IV van Leiningen (?–1276/79) ⚭ Elisabeth (?–1263)                   | Emico IV van Leiningen (?–1276/79) ⚭ Elisabeth (?–1263)                   |
| Ouders                                    | Otto I van Nassau (?–1289/90) ⚭ vóór 1270 Agnes van Leiningen (?–na 1299)                                 | Otto I van Nassau (?–1289/90) ⚭ vóór 1270 Agnes van Leiningen (?–na 1299)                                 | Otto I van Nassau (?–1289/90) ⚭ vóór 1270 Agnes van Leiningen (?–na 1299)                                 | Otto I van Nassau (?–1289/90) ⚭ vóór 1270 Agnes van Leiningen (?–na 1299)                                 | Otto I van Nassau (?–1289/90) ⚭ vóór 1270 Agnes van Leiningen (?–na 1299)      | Otto I van Nassau (?–1289/90) ⚭ vóór 1270 Agnes van Leiningen (?–na 1299)          | Otto I van Nassau (?–1289/90) ⚭ vóór 1270 Agnes van Leiningen (?–na 1299) | Otto I van Nassau (?–1289/90) ⚭ vóór 1270 Agnes van Leiningen (?–na 1299) |